# Nadia Bengala
Nadia Bengala (Siracusa, 26 maggio 1962) è un'attrice, ex modella e showgirl italiana, eletta Miss Italia 1988.

## Biografia
Si trasferisce a 7 anni coi genitori a Milano, dove si diploma perito aziendale e successivamente in lingue straniere. Nel 1983 debutta ad Antenna 3 Lombardia come valletta nella trasmissione La bustarella.
Nel 1985 partecipa alla trasmissione televisiva Zodiaco, in onda su Italia 1, condotta da Claudio Cecchetto, in qualità di concorrente, nella puntata dedicata al segno dei Gemelli. A 26 anni registra alcune puntate come valletta del programma televisivo Ok, il prezzo è giusto!, condotto da Iva Zanicchi, e nella stessa estate in cui firma il contratto prende parte alle selezioni di Miss Italia. Nel settembre 1988 è incoronata vincitrice del titolo di Miss Italia da Fabrizio Frizzi.
Nel 2001 debutta in teatro con lo spettacolo Costantino di Daniela Eritrei e con protagonista Milo Vallone, in cui interpreta il ruolo di Costanza, sorellastra dell'imperatore. Nadia Bengala recita inoltre in due film per il cinema (Pierino torna a scuola, 1990, di Mariano Laurenti; Gli inaffidabili, 1997, di Jerry Calà) e in uno per la televisione (Le ragazze di Miss Italia, 2002, di Dino Risi). In televisione ritorna nel 2004, su Rai 2, partecipando come opinionista al programma L'Italia sul 2, condotto da Milo Infante e Monica Leofreddi.
Nel 2005 partecipa al reality show Ritorno al presente, condotto da Carlo Conti. È stata anche il volto pubblicitario di numerose aziende, tra cui American Express, Lavazza e Tim. 
Nel 2009 si candida alle elezioni europee con La Destra senza risultare eletta. Nel 2021 si candida al Consiglio Comunale di Roma in occasione delle elezioni amministrative, con una lista a sostegno della sindaca uscente Virginia Raggi, ma raccoglie solo 10 preferenze e non viene eletta.

## Filmografia

### Cinema
- Pierino torna a scuola, regia di Mariano Laurenti (1990)
- Gli inaffidabili, regia di Jerry Calà (1997)
- Nemici per la pelle, regia di Rossella Drudi (2006)
- Una vita violata, regia di Riccardo Sesani (2009)
- 11° Comandamento - Non deviare, regia di Daniele Santamaria Maurizio – cortometraggio (2013)
- L'idea malvagia, regia di Pierfrancesco Campanella – cortometraggio (2018)
- La goccia maledetta, regia di Emanuele Pecoraro – cortometraggio (2020)

### Televisione
- Un inviato molto speciale – serie TV, episodi 1x01-1x02-1x06 (1992)
- Nessuno escluso, regia di Massimo Spano - miniserie TV (1997)
- Le ragazze di Miss Italia, regia di Dino Risi – film TV (2002)

## Programmi TV
- Zodiaco (Italia 1, 1985) - concorrente
- Ok, il prezzo è giusto! (Canale 5, 1988-1989) - valletta
- Miss Italia 1988 (Rai 1, 1988) - concorrente
- L'Italia sul 2 (Rai 2, 2004) - opinionista
- Ritorno al presente (Rai 1, 2005) - concorrente
- Miss Italia (Rai 1, 2019) - giurata